# Vetenskapsåret 1759

## Händelser
- Michail Lomonosov fryser ner kvicksilver till dess fryspunkt.

### Astronomi
- 13 mars - Halleys komet passerar genom sin apsis, men den hade siktats redan vid slutet av 1758.

### Biologi
- Okänt datum -  Caspar Friedrich Wolffs publicerar sin anhandling Theoria Generationis vid Halles universitet, till stöd för teorin om  epigenesis.[1]

### Botanik
- Okänt datum -  Kew Gardens grundas i England av Augusta av Sachsen-Gotha, mor till George III.[2]

## Pristagare
- Copleymedaljen: John Smeaton, brittisk ingenjör.

## Födda
- 2 december - James Edward Smith (död 1828), engelsk botaniker.
- Okänt datum - Maria Petraccini (död 1791), italiensk anatomiker.

## Avlidna
- 10 september -  Ferdinand Konščak (född 1703), kroatisk upptäcktsresande.
- 27 juli - Pierre Louis Moreau de Maupertuis (född 1698), fransk astronom och geodet.

### Fotnoter
1. ↑  Petrunkevitch, Alexander (9 mars 1920). ”Russia's Contribution to Science”. Transactions of the Connecticut Academy of Arts and Sciences (New Haven) "23":  s. 235.
2. ↑  ”Royal Botanic Gardens, Kew”. World Heritage. Unesco. http://whc.unesco.org/en/list/1084. Läst 4 juli 2010.